# Черепахи Купа
Купа (англ. Kooopa)— вигадана раса персонажів, схожих на черепах, з франшизи Mario media .(Також відомий як Купа-трупа). Їх зазвичай називають Купами , що є більш широкою класифікацією істот, що включає Боузера , його Купалінгів та Лакіту . Попередники Купа Труп, Панцирні Птахи, вперше з'явилися в грі Mario Bros. 1983 року , тоді як самі Купа Трупи дебютували два роки потому в Super Mario Bros. (1985). Купа Трупи є поширеним елементом у більшості ігор Super Mario та спін-офів . Після перемоги вони можуть втекти або відступити всередину своїх панцирів , які зазвичай можна використовувати як зброю. Панцирі Купа — це повторювана зброя у франшизі, особливо популярна в серії Mario Kart , в якій їх можна стріляти як снаряди проти інших гонщиків. Незважаючи на те, що Купа Трупи складають основну частину армії Боузера, вони часто зображуються мирними, іноді навіть об'єднуються з головним героєм Маріо .
1. ↑  Nintendo NES. Game Console Hacking. Elsevier. 2004. с. 291—334. ISBN 978-1-931836-31-9.
2. ↑  Soltani-koopa, Meisam; Habibkhani, Hootan Kamran; Nediak, Mikhail; Ovchinnikov, Anton; Ali, Moiz; Martinez, Henry (31 грудня 2024). CHAPTER THIRTEEN Customer Lifetime Value (CLV) and Fund Transfer Pricing (FTP) Meisam Soltani-koopa, Hootan Kamran Habibkhani, Mikhail Nediak, and Anton Ovchinnikov, with Moiz Ali and Henry Martinez. Precision Retailing. University of Toronto Press. с. 293—318. ISBN 978-1-4875-4273-3.
3. ↑  Mario Grows Up. Koji Kondo's Super Mario Bros. Soundtrack: 21—28. 2015. doi:10.5040/9781501305139.0010.